# Parvicardium carrozzai
Parvicardium carrozzai is een tweekleppigensoort uit de familie van de Cardiidae. De wetenschappelijke naam van de soort is voor het eerst geldig gepubliceerd in 2001 door van Aartsen & Goud.